# Piggy
|  | Denne artikel er oprettet af botten PalnaBot ud fra en ekstern database. Den kan derfor have sproglige fejl eller mangler. Denne skabelon kan fjernes efter kontrol af indholdet. |

Piggy er en børnefilm instrueret af Rickard Söderström efter manuskript af Rickard Stampe Söderström.

## Handling
Året er 1933. Den lille gris Piggy kommer til verden en kold decembernat. Hun er helt uvidende om at hendes fremtid vil blive delt op i tre akter: Opfedning, slagtning og flæskesteg. Da Piggys appetit samtidig er større end hendes intelligens, nærmer hun sig dag for dag julebordet, vel og mærke som hovedret. Først da kalkunen Monty dukker op og forklarer Piggy hvad julen handler om, går sandheden op for den nu temmelig tykke slughals. Sammen planlægger de to at flygte, men alt går galt, fordi Piggy ikke kan modstå den himmelske duft af julemad fra ovnen. Heldigvis oplever Piggy alligevel julens magi. Sammen med de andre dyr hjemme fra gården, stiger hun til vejrs i en betagende ud-af-kroppen-oplevelse.